# مؤسسۀ فناوری و علوم پیشرفته بکمن
مؤسسهٔ بِکمن برای فناوری و علوم پیشرفته، واحدی از دانشگاه ایلینوی اربانا-شمپین است که به پژوهش میان‌رشته‌ای اختصاص دارد. موقوفی از دانشمند، تاجر، و بشردوست آرنولد اورویل بکمن (۱۹۰۰–۲۰۰۴) و همسرش میبل (۱۹۰۰–۱۹۸۹) می‌باشد که منجر به بنیاد مؤسسه شد و در سال ۱۹۸۹ افتتاح گردید. این یکی از پنج مؤسسه‌ای است که به‌طور پیوسته از بنیاد آرنولد و میبل بکمن حمایت می‌کند. پژوهش‌های کنونی در بکمن شامل حوزه‌های مهندسی مولکولی، سامانه‌های هوشمند و علوم تصویربرداری است. پژوهشگران در این زمینه‌ها در سراسر مرزهای آکادمیک سنتی در پروژه‌های علمی کار می‌کنند که می‌تواند منجر به توسعه برنامه‌های کاربردی دنیای واقعی در پزشکی، صنعت، الکترونیک و سلامت انسان در طول عمر شود.